# Echinosepala pan
Echinosepala pan är en orkidéart som först beskrevs av Carlyle August Luer, och fick sitt nu gällande namn av Alec M. Pridgeon och Mark W. Chase. Echinosepala pan ingår i släktet Echinosepala och familjen orkidéer. Inga underarter finns listade i Catalogue of Life.